# Chery Kaiyi Kunlun

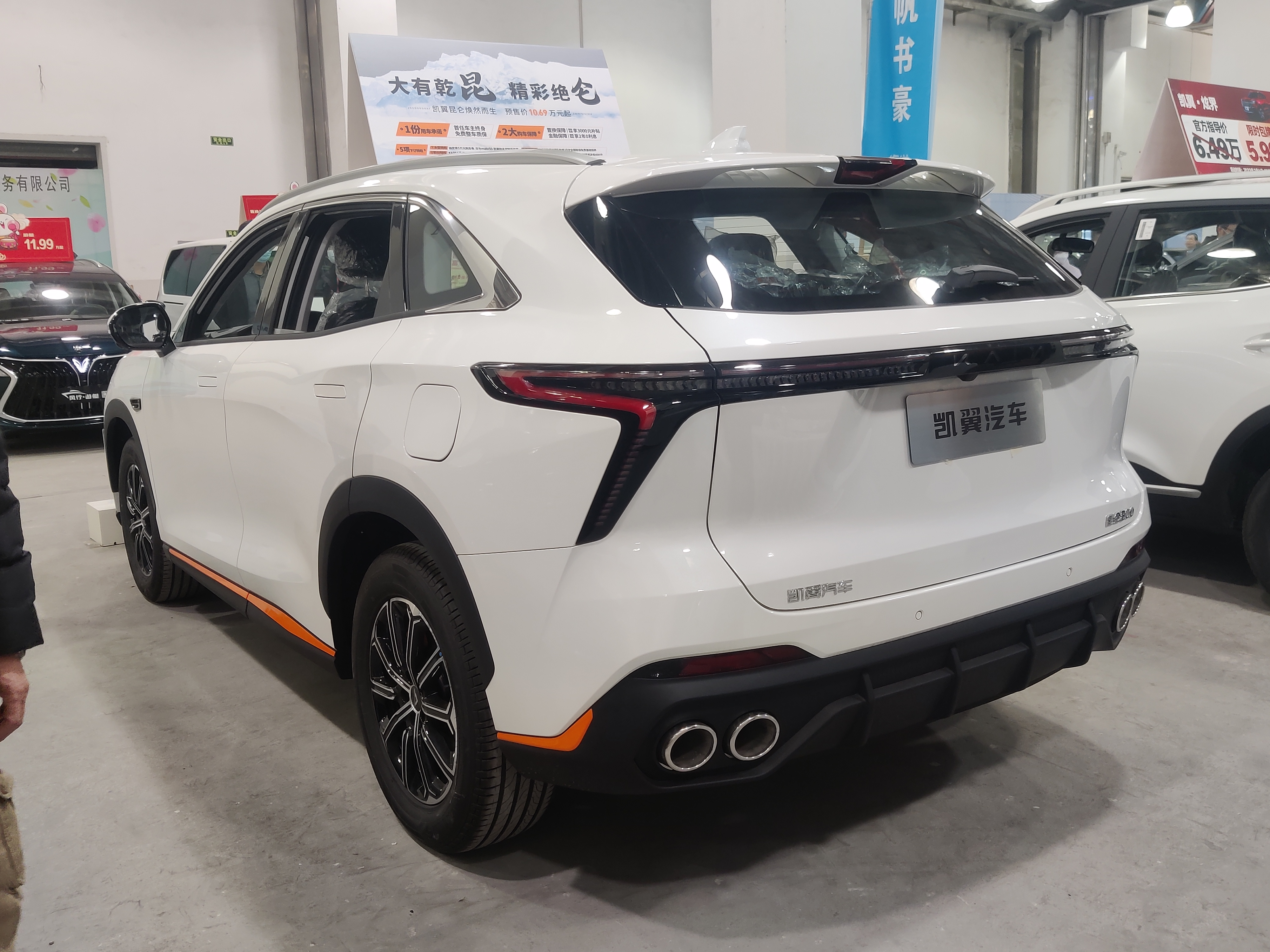
Heckansicht

Der Chery Kaiyi Kunlun ist ein Sport Utility Vehicle der zum chinesischen Automobilhersteller Chery Automobile gehörenden Marke Chery und der Submarke Kaiyi.

## Geschichte
Vorgestellt wurde das SUV erstmals im Oktober 2022. Seit März 2023 wird es auf dem chinesischen Heimatmarkt verkauft. Der russische Markt folgte im Januar 2024, wobei für diesen Markt im Land bei Avtotor produziert und das Fahrzeug als Chery Kaiyi X7 Kunlun angeboten wird. Für den italienischen Markt der Wagen im September 2024 auf dem Turiner Autosalon als EVO 8 von DR Automobiles vorgestellt.
Technisch basiert der Wagen auf dem Chery Tiggo 8. Er ist als Fünf- oder Siebensitzer erhältlich. Benannt ist das SUV nach dem Kunlun-Gebirge.

## Technische Daten
Angetrieben wurde das SUV zum Marktstart entweder von einem 1,6-Liter- oder einem 2,0-Liter-Ottomotor. Diese Versionen haben immer Vorderradantrieb und ein 7-Stufen-Doppelkupplungsgetriebe. Auf dem russischen Markt wird die maximale Leistung etwas geringer angegeben. Eine Plug-in-Hybrid-Version folgte im Juni 2024, eine neue Basismotorisierung im März 2025.
|                                             | 1.5T                             | 1.6T                             | 1.6T                             | 2.0T                             | 2.0T                             | iHD                                       | iHD                                       |
| ------------------------------------------- | -------------------------------- | -------------------------------- | -------------------------------- | -------------------------------- | -------------------------------- | ----------------------------------------- | ----------------------------------------- |
| Markt                                       | China                            | Russland                         | China                            | Russland                         | China                            | China                                     | China                                     |
| Bauzeitraum                                 | seit 03/2025                     | seit 01/2024                     | seit 03/2023                     | seit 01/2024                     | seit 03/2023                     | seit 06/2024                              | seit 06/2024                              |
| Motorkenndaten                              |                                  |                                  |                                  |                                  |                                  |                                           |                                           |
| Motorart                                    | Ottomotor                        | Ottomotor                        | Ottomotor                        | Ottomotor                        | Ottomotor                        | Ottomotor + Permanentmagnet-Synchronmotor | Ottomotor + Permanentmagnet-Synchronmotor |
| Motorbauart                                 | R4                               | R4                               | R4                               | R4                               | R4                               | R4                                        | R4                                        |
| Motoraufladung                              | Turbolader                       | Turbolader                       | Turbolader                       | Turbolader                       | Turbolader                       | Turbolader                                | Turbolader                                |
| Hubraum                                     | 1498 cm³                         | 1598 cm³                         | 1598 cm³                         | 1998 cm³                         | 1998 cm³                         | 1497 cm³                                  | 1497 cm³                                  |
| max. Leistung Verbrennungsmotor bei min−1   | 115 kW (156 PS) / 5500           | 137 kW (186 PS) / 5500           | 145 kW (197 PS) / 5500           | 175 kW (238 PS) / 5500           | 187 kW (254 PS) / 5500           | 102 kW (139 PS) / 5200                    | 102 kW (139 PS) / 5200                    |
| max. Leistung Elektromotor                  | —                                | —                                | —                                | —                                | —                                | 150 kW (204 PS)                           | 150 kW (204 PS)                           |
| max. Drehmoment Verbrennungsmotor bei min−1 | 230 Nm / 1750–4000               | 275 Nm / 2000–4000               | 290 Nm / 2000–4000               | 375 Nm / 2000–4000               | 390 Nm / 1750–4000               | 231 Nm / 2000–4000                        | 231 Nm / 2000–4000                        |
| max. Drehmoment Elektromotor                | —                                | —                                | —                                | —                                | —                                | 300 Nm                                    | 300 Nm                                    |
| Kraftübertragung                            |                                  |                                  |                                  |                                  |                                  |                                           |                                           |
| Antrieb                                     | Vorderradantrieb                 | Vorderradantrieb                 | Vorderradantrieb                 | Vorderradantrieb                 | Vorderradantrieb                 | Vorderradantrieb                          | Vorderradantrieb                          |
| Getriebe                                    | 6-Stufen-Doppelkupplungsgetriebe | 7-Stufen-Doppelkupplungsgetriebe | 7-Stufen-Doppelkupplungsgetriebe | 7-Stufen-Doppelkupplungsgetriebe | 7-Stufen-Doppelkupplungsgetriebe | E-CVT                                     | E-CVT                                     |
| Messwerte                                   |                                  |                                  |                                  |                                  |                                  |                                           |                                           |
| Höchstgeschwindigkeit                       | 176 km/h                         | 196 km/h                         | 196 km/h                         | 200 km/h                         | 200 km/h                         | 180 km/h                                  | 180 km/h                                  |
| Beschleunigung, 0–100 km/h                  | k. A.                            | 10,1 s                           | k. A.                            | 8,2 s                            | k. A.                            | k. A.                                     | k. A.                                     |
| Kraftstoffverbrauch auf 100 km, kombiniert  | 8,4 l Super                      | 7,6 l Super                      | 8,2 l Super                      | 8,5 l Super                      | 8,3 l Super                      | 1,6 l Super                               | 1,5 l Super                               |
| Tankinhalt                                  | 60 l                             | 60 l                             | 60 l                             | 60 l                             | 60 l                             | 60 l                                      | 60 l                                      |
| Lithium-Eisenphosphat-Akkumulator           | —                                | —                                | —                                | —                                | —                                | 12,9 kWh                                  | 22,5 kWh                                  |
| Elektrische Reichweite nach WLTP            | —                                | —                                | —                                | —                                | —                                | 55 km                                     | 90 km                                     |
| Abgasnorm                                   | China VI                         | Euro 6                           | China VI                         | Euro 6                           | China VI                         | China VI                                  | China VI                                  |